# دانیل کرولی
دانیل کرولی (انگلیسی: Daniel Crowley؛ زادهٔ ۳ اوت ۱۹۹۷) فوتبالیست اهل بریتانیا است.
از باشگاه‌هایی که در آن بازی کرده‌است می‌توان به باشگاه فوتبال آرسنال، باشگاه فوتبال بارنزلی، تیم ملی فوتبال زیر ۱۷ سال انگلستان، باشگاه فوتبال آکسفورد یونایتد، باشگاه فوتبال گو اهد ایگلز، و باشگاه فوتبال ویلم دوم اشاره کرد.
وی همچنین در تیم‌های ملی فوتبال زیر ۱۶ و ۱۷ سال جمهوری ایرلند و زیر ۱۵ و ۱۹ سال انگلستان بازی کرده‌است.